# Lago Phelps
El lago Phelps es un pequeño lago de Estados Unidos, situado en el estado de Wyoming.

## Geografía
El lago se encuentra en el Parque nacional de Grand Teton, en la entrada al Cañón de la Muerte, en el sur del parque. Existe una serie de senderos próximos al lago, el más popular es tiene 2,9 kilómetros ida y vuelta pasando por el lago.
El lago tiene una longitud de 2,4 kilómetros y una anchura máxima de 1,2 kilómetros.